# Liste von Schiffen der polnischen Marine 1920–1945
Die Liste von Schiffen der polnischen Marine 1920–1945 enthält Schiffe der polnischen Marine bis zum Ende des Überfalls auf Polen im September 1939, sowie Schiffe der polnischen Streitkräfte im Westen 1939–1945.

## Schiffe der polnischen Marine bis zum Ende des Überfalls auf Polen 1939

### Zerstörer

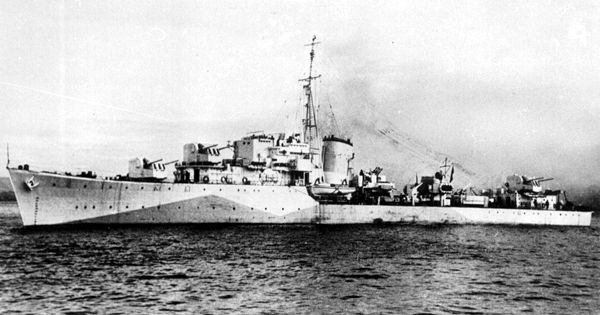
Zerstörer Orkan

- Wicher-Klasse
  - ORP Wicher
  - ORP Burza
- Grom-Klasse
  - ORP Grom
  - ORP Błyskawica

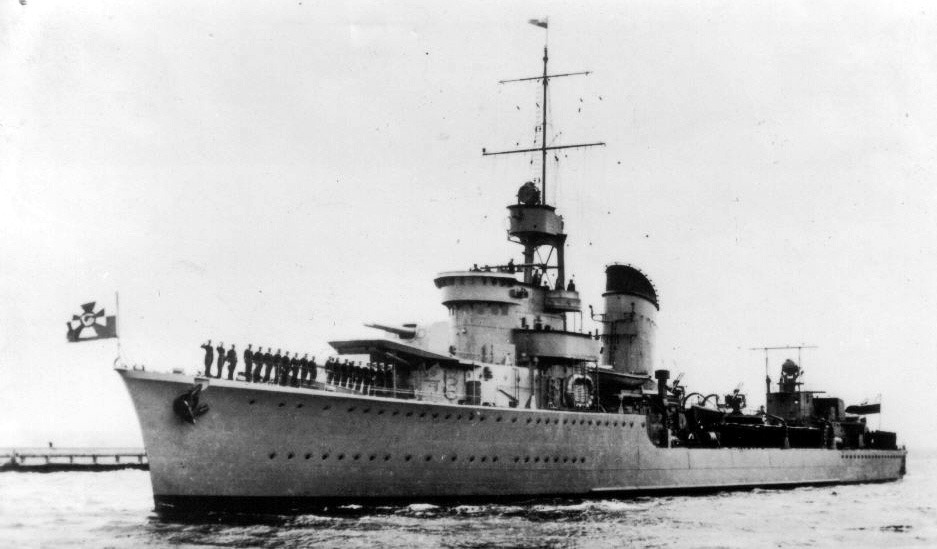
Zerstörer Grom

  - Am 1. September 1939 befanden sich zwei weitere Zerstörer der Klasse, ORP Huragan und ORP Orkan, auf polnischen Werften im Bau. Beide wurden zerstört.

### Torpedoboote
- A-III-Boot (ex dt.)[1]

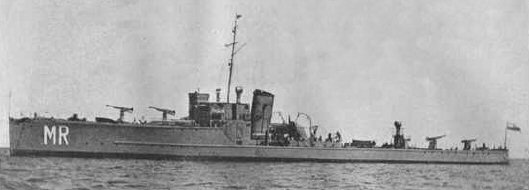
Torpedoboot Mazur

  - ORP Góral, umbenannt in ORP Podhalanin (ex dt. A 80): 1938 gestrichen, Zielschiff und Tankbehälter; am 1. September 1939 vor Hela durch deutsche Flugzeuge versenkt; gehoben und abgebrochen
  - ORP Krakowiak (ex dt. A 64): am 4. September 1939 in der Danziger Bucht durch deutsche Flugzeuge versenkt
  - ORP Kujawiak (ex dt. A 68): am 4. September 1939 in der Danziger Bucht selbst versenkt, gehoben und abgewrackt
  - ORP Ślązak (ex dt. A 59): bis 1937 im aktiven Dienst, als Zielschiff aufgebraucht
- V-Boote (ndl. Zerstörer; ex dt.)[2]
  - ORP Kaszub (ex dt. V 108, ex Z 4): am 20. Juli 1925 durch Kesselexplosion gesunken, gehoben und abgewrackt
  - ORP Mazur (ex dt. V 105, ex Z 1): am 1. September 1939 in Gdingen durch deutsche Flugzeuge versenkt, gehoben und abgewrackt

### Minenleger

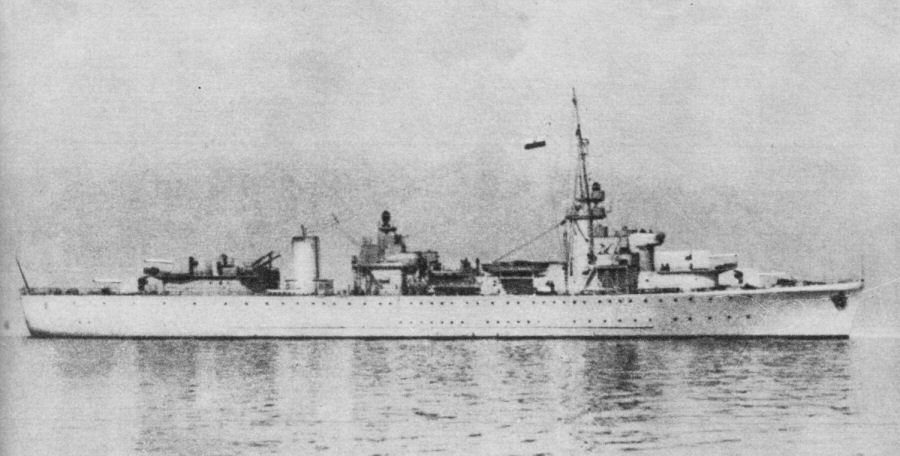
Minenleger Gryf

- Gryf

### U-Boote

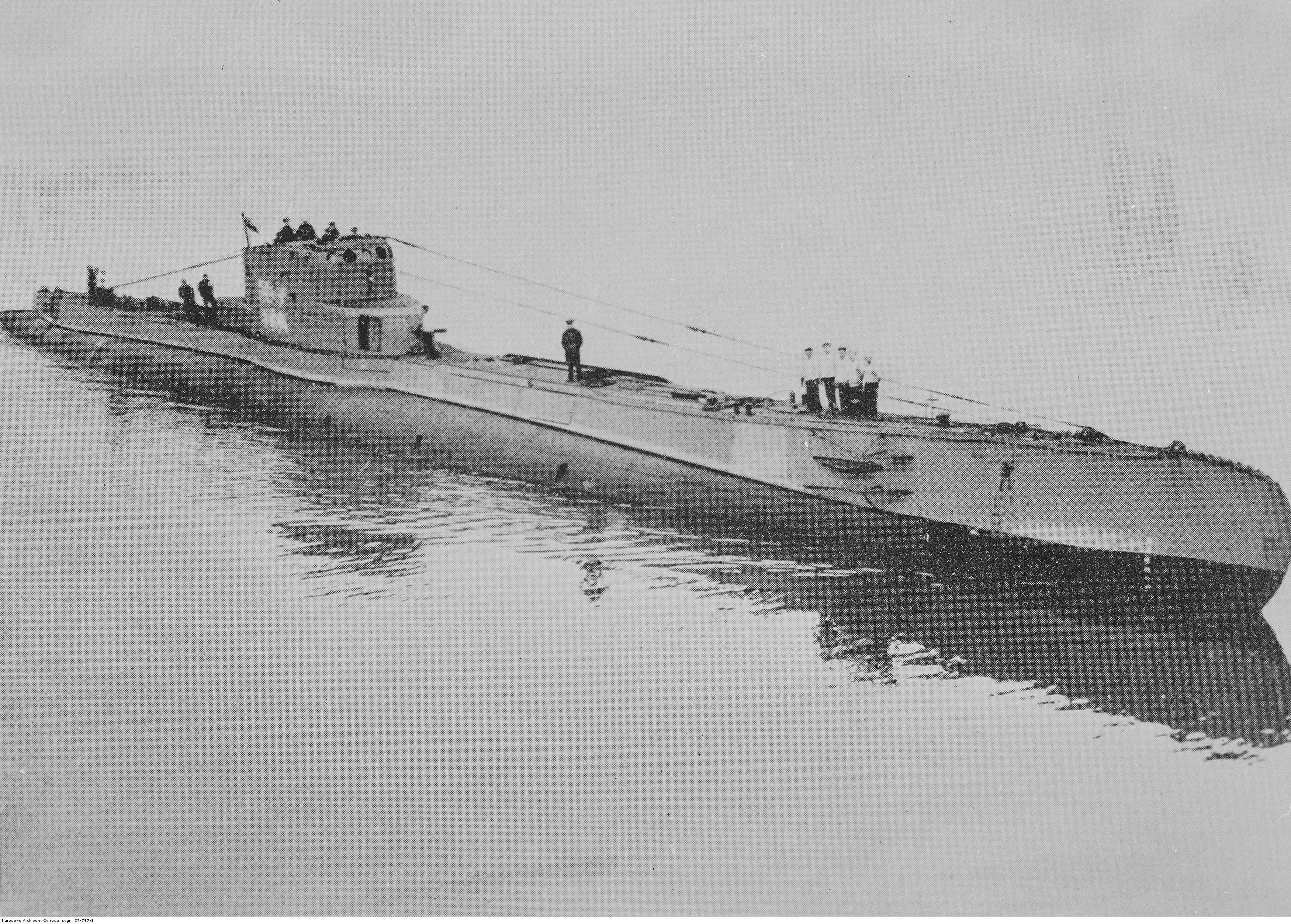
U-Boot Orzeł

- Wilk-Klasse
  - Ryś
  - Wilk
  - Żbik
- Orzeł-Klasse
  - Orzeł
  - Sęp

### Minensuchboote

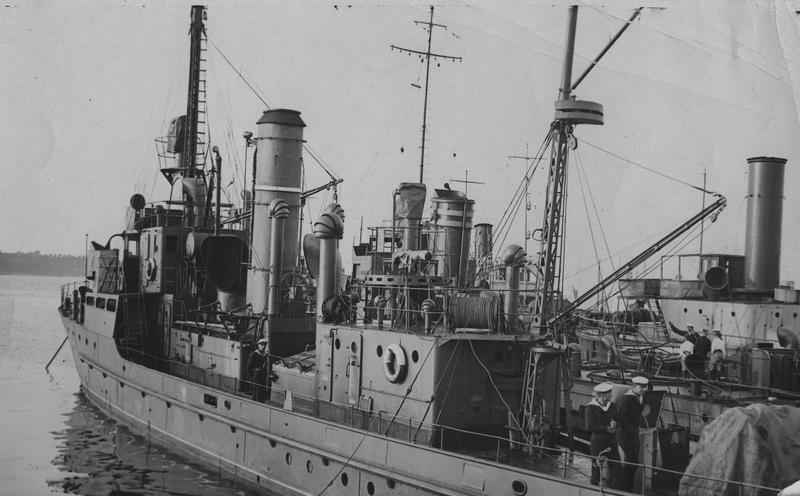
Minensuchboot Jaskółka (FM-Typ)

- Flachgehende Minensuchboote (FM-Typ)
  - Czajka (ex dt. FM 2): 1920 in Dänemark gekauft, 1935 ausgemustert, im September 1939 selbstversenkt, anschließend abgewrackt.
  - Jaskółka (ex dt. FM 27): 1920 in Dänemark gekauft, 1935 ausgemustert und abgewrackt.
  - Mewa (ex dt. FM 28): 1920 in Dänemark gekauft, 1934 umgebaut zum Vermessungsschiff Pomorzanin. Am 1. September 1939 versenkt, 1946 abgewrackt.
  - Rybitwa (ex dt. FM 31): 1920 in Dänemark gekauft, 1935 ausgemustert und abgewrackt.

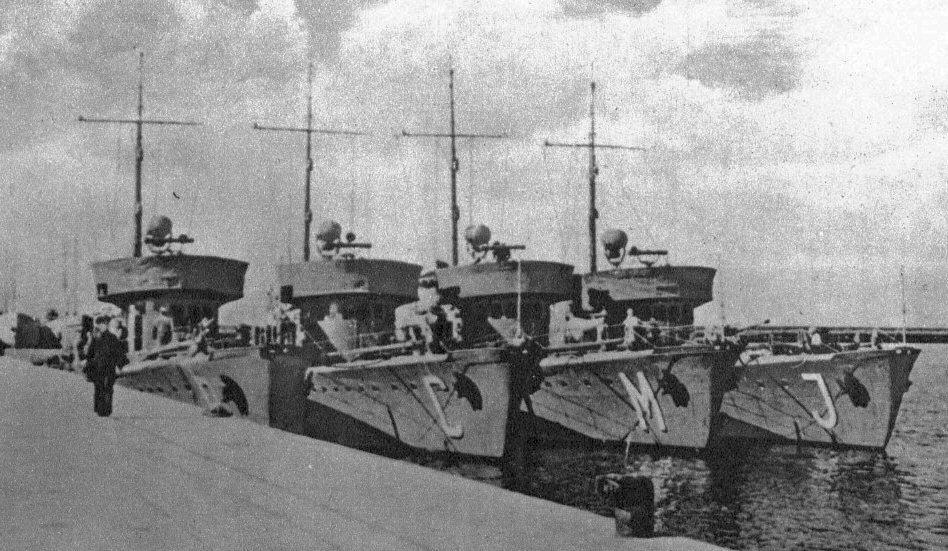
Minensuchboote der Jaskółka-Klasse: Rybitwa, Czajka, Mewa und Jaskółka 1937

- Jaskółka-Klasse
  - Jaskółka
  - Mewa
  - Rybitwa
  - Czajka
  - Czapla
  - Żuraw

### Kanonenboote

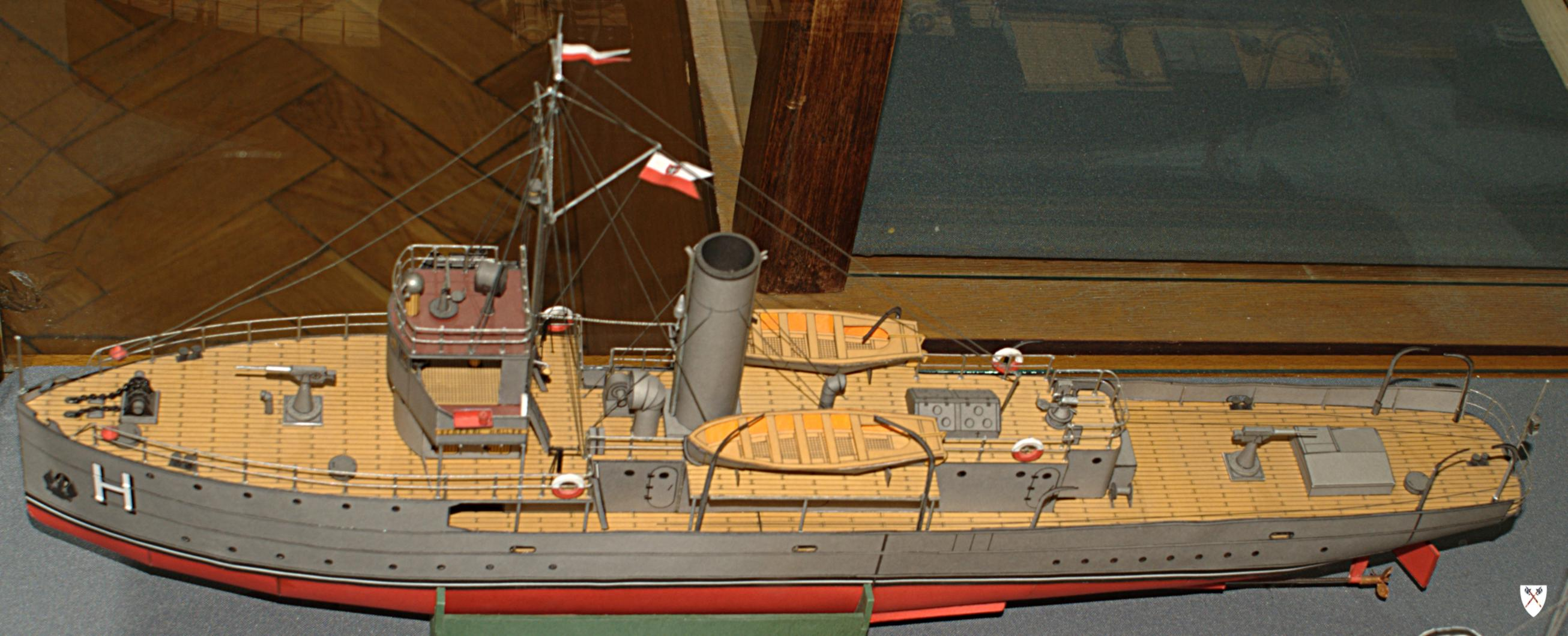
Kanonenboot General Haller

- Komendant Piłsudski (ex finn. Turunmaa): 1920 in Finnland gekauft, vor allem für Ausbildungszwecke genutzt. Am 2. Oktober 1939 selbst versenkt. Von der Kriegsmarine als Versuchsboot Heisternest reaktiviert, 1944 als M 3109 in Frankreich bei Luftangriff versenkt.
- General Haller (ex finn. Karjala): 1920 in Finnland gekauft, vor allem für Ausbildungszwecke genutzt. Am 6. September 1939 durch deutschen Luftangriff zerstört.

### Sonstige Einheiten
- Bałtyk (Schulschiff)
- Iskra (Segelschulschiff)
- Nurek (Taucherboot)
- Smok (Schlepper, Schulschiff, Hilfsminenleger)
- Warta (Transporter)
- Wilia (Transporter und Schulschiff)
- Sławomir Czerwiński (U-Boot-Depotschiff)
- Gdańsk (Hilfstender)
- Gdynia (Hilfstender)
- Miner (Minen- und Torpedotransporter, nicht fertiggestellt)

## Schiffe der polnischen Streitkräfte im Westen 1939–1945

### Kreuzer

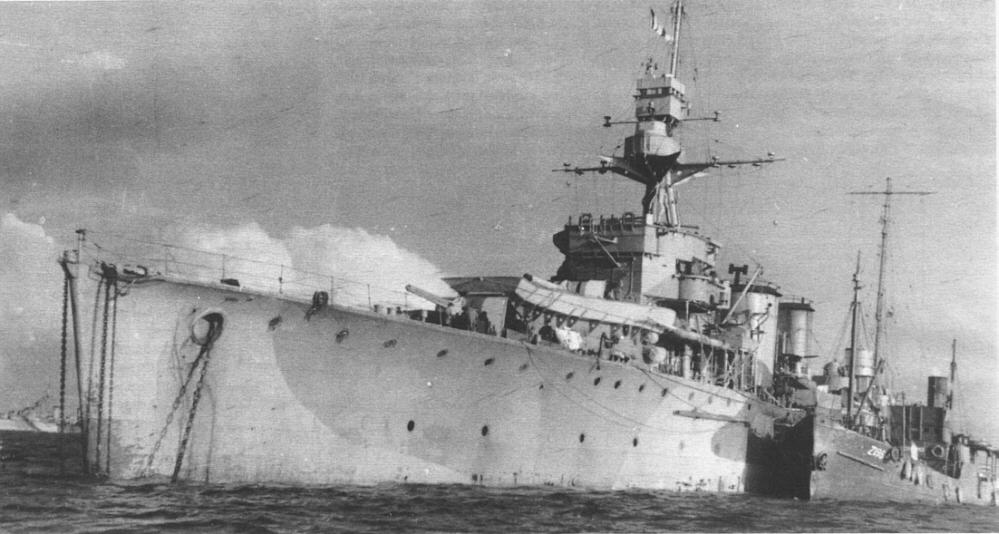
Kreuzer Dragon

- Danae-Klasse
  - Conrad (ex brit. Danae)
  - Dragon (ex brit. Dragon)

### Zerstörer
- Burza
- Grom
- Błyskawica
- Garland (ex brit. Garland)
- Piorun (ex brit. Nerissa)
- Orkan (ex brit. Myrmidon)

### Geleitzerstörer

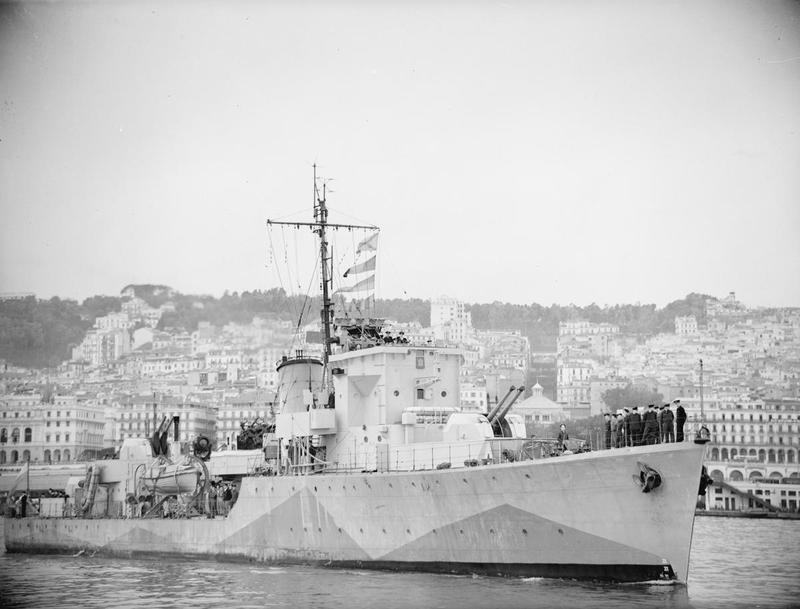
Geleitzerstörer Krakowiak

- ORP Kujawiak (ex brit. HMS Oakley)
- ORP Krakowiak (ex brit. HMS Silverton)
- ORP Ślązak (ex brit. HMS Bedale)

### U-Boote
- Wilk
- Orzeł

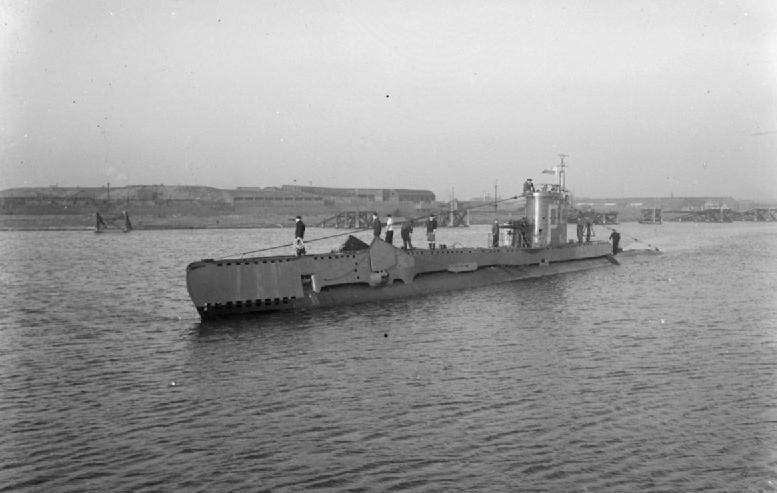
U-Boot Dzik

- Jastrząb (ex US S-25, ex brit. P.551)
- Sokół (ex brit. Urchin)
- Dzik (brit. Neubau)

### Schnellboote
- S1: am 24. Januar 1939 bestellt, am 17. August 1940 als S1 (Chart) übernommen, am 21. Februar 1944 ausgemustert.
- S2, S3 (ex brit. MGB 44, MGB 45): am 19. und 28. Juli 1940 übernommen als S2 (Wilczur) und S3 (Wyżeł). S2 am 20. Mai 1943 wegen Schäden am Rumpf, S3 am 5. Juli 1944 außer Dienst gestellt.
- S4 (ex brit. MGB 113): Am 5. Juli 1943 übernommen, am 18. April 1944 zurückgegeben.
- S5-S10 (ex brit. MTB424-MTB429): zwischen Mai und Oktober 1944 übernommen. S5 am 15. Oktober 1944, die übrigen am 8. Mai 1945 zurückgegeben.

### U-Boot-Jäger
- CH 11 (ex frz.): am 19. Juli 1940 von Großbritannien an Polen übergeben, Rückgabe am 5. Februar 1941
- CH 15 (ex frz.): am 19. Juli 1940 von Großbritannien an Polen übergeben, Rückgabe am 5. Februar 1941